# CAV Murcia 2005
CAV Murcia 2005 (Club Atlético Voleibol Murcia 2005) var en volleybollklubb från Murcia, Spanien. Klubben blev spanska mästare tre gånger (2007-2009), spanska cupmästare fem gånger (2007-2011) och vann Top Temas Cup en gång (2006/2007, tävlingen kallas sedan 2008 CEV Cup). Den gick i konkurs 2011.